# New Hampton, Iowa
New Hampton är administrativ huvudort i Chickasaw County i delstaten Iowa. Orten har fått sitt namn efter New Hampton, New Hampshire. New Hampton hade 3 571 invånare enligt 2010 års folkräkning.

## Kända personer från New Hampton
- Greg Ganske, politiker
- Sarah Utterback, skådespelare